# Quatre Jours de Dunkerque 2025
Les Quatre Jours de Dunkerque 2025 (nom complet : Quatre Jours de Dunkerque - Grand Prix des Hauts-de-France) sont la 69e édition de cette course cycliste masculine sur route. Ils ont lieu en cinq étapes du 14 au 18 mai 2025 dans la région Hauts-de-France, en France, et font partie du calendrier UCI ProSeries 2025 en catégorie 2.Pro. 

## Présentation
La nouveauté de l'édition 2025 est la séparation de cette compétition en deux courses cyclistes distinctes, toutes deux reprises au calendrier UCI ProSeries 2025 : la nouvelle Classique Dunkerque Grand prix des Hauts-de-France , une course d'un jour disputée le 13 mai, et les Quatre Jours de Dunkerque courus sur cinq étapes au lieu de six dès le lendemain jusqu'au 18 mai.

### Parcours
Suivant les données transmises par l'organisateur de la course, un total de 847 km est parcouru pendant cinq étapes parmi lesquelles on trouve une étape vallonnée, une étape pavée et trois étapes de plaine. Comme l'édition précédente, aucune étape n'est disputée sous la forme d'un contre-la-montre. 

### Équipes
24 équipes participent à la course : 10 WorldTeams, 9 ProTeams et 5 équipes continentales :
| WorldTeams (10)- Decathlon AG2R La Mondiale Team - Groupama-FDJ - Arkéa-B&B Hotels - Cofidis - Team Visma \| Lease a Bike - Soudal Quick-Step - Movistar Team - XDS Astana Team - Team Picnic-PostNL - Ineos Grenadiers ProTeams (9)- Team TotalEnergies - Unibet Tietema Rockets - Lotto - Wagner Bazin WB - Caja Rural-Seguros RGA - Tudor Pro Cycling Team - Uno-X Mobility - Israel-Premier Tech - Euskaltel-Euskadi Équipes continentales (5)- CIC U Nantes - Nice Métropole Côte d'Azur - Van Rysel-Roubaix - Saint Michel-Preference Home-Auber 93 - Anicolor/Tien 21 |
| |

## Étapes
| Étape     | Date   | Villes étapes                       | type            | Distance (km) | Vainqueur d'étape | Leader du classement général |
| --------- | ------ | ----------------------------------- | --------------- | ------------- | ----------------- | ---------------------------- |
| 1re étape | 14 mai | Sainte-Catherine – Amiens           | étape de plaine | 178           | Axel Zingle       | Axel Zingle                  |
| 2e étape  | 15 mai | Avesnes-sur-Helpe – Crépy-en-Valois | étape de plaine | 185           | Lewis Askey       | Axel Zingle                  |
| 3e étape  | 16 mai | Valenciennes – Famars               | étape de plaine | 154           | Pierre Gautherat  | Axel Zingle                  |
| 4e étape  | 17 mai | La Chapelle-d'Armentières – Cassel  | étape vallonnée | 171           | Samuel Watson     | Samuel Watson                |
| 5e étape  | 18 mai | Wormhout – Dunkerque                | étape de plaine | 179           |                   |                              |

## Déroulement de la course

### 1reétape
| \| Classement de l'étape \| Classement de l'étape \| Classement de l'étape \| Classement de l'étape \| Classement de l'étape \| \| Coureur \| Coureur \| Pays \| Équipe \| Temps \| \| --------------------- \| --------------------- \| --------------------- \| --------------------- \| --------------------- \| |         |      |        |       |
| |         |      |        |       |
| |         |      |        |       |
| Classement de l'étape |         |      |        |       |
| Coureur | Coureur | Pays | Équipe | Temps |

| \| Classement général \| Classement général \| Classement général \| Classement général \| Classement général \| \| Coureur \| Coureur \| Pays \| Équipe \| Temps \| \| ------------------ \| ------------------ \| ------------------ \| ------------------ \| ------------------ \| |         |      |        |       |
| |         |      |        |       |
| |         |      |        |       |
| Classement général |         |      |        |       |
| Coureur | Coureur | Pays | Équipe | Temps |

### 2eétape
| \| Classement de l'étape \| Classement de l'étape \| Classement de l'étape \| Classement de l'étape \| Classement de l'étape \| \| Coureur \| Coureur \| Pays \| Équipe \| Temps \| \| --------------------- \| --------------------- \| --------------------- \| --------------------- \| --------------------- \| |         |      |        |       |
| |         |      |        |       |
| |         |      |        |       |
| Classement de l'étape |         |      |        |       |
| Coureur | Coureur | Pays | Équipe | Temps |

| \| Classement général \| Classement général \| Classement général \| Classement général \| Classement général \| \| Coureur \| Coureur \| Pays \| Équipe \| Temps \| \| ------------------ \| ------------------ \| ------------------ \| ------------------ \| ------------------ \| |         |      |        |       |
| |         |      |        |       |
| |         |      |        |       |
| Classement général |         |      |        |       |
| Coureur | Coureur | Pays | Équipe | Temps |

### 3eétape
| \| Classement de l'étape \| Classement de l'étape \| Classement de l'étape \| Classement de l'étape \| Classement de l'étape \| \| Coureur \| Coureur \| Pays \| Équipe \| Temps \| \| --------------------- \| --------------------- \| --------------------- \| --------------------- \| --------------------- \| |         |      |        |       |
| |         |      |        |       |
| |         |      |        |       |
| Classement de l'étape |         |      |        |       |
| Coureur | Coureur | Pays | Équipe | Temps |

| \| Classement général \| Classement général \| Classement général \| Classement général \| Classement général \| \| Coureur \| Coureur \| Pays \| Équipe \| Temps \| \| ------------------ \| ------------------ \| ------------------ \| ------------------ \| ------------------ \| |         |      |        |       |
| |         |      |        |       |
| |         |      |        |       |
| Classement général |         |      |        |       |
| Coureur | Coureur | Pays | Équipe | Temps |

### 4eétape
| \| Classement de l'étape \| Classement de l'étape \| Classement de l'étape \| Classement de l'étape \| Classement de l'étape \| \| Coureur \| Coureur \| Pays \| Équipe \| Temps \| \| --------------------- \| --------------------- \| --------------------- \| --------------------- \| --------------------- \| |         |      |        |       |
| |         |      |        |       |
| |         |      |        |       |
| Classement de l'étape |         |      |        |       |
| Coureur | Coureur | Pays | Équipe | Temps |

| \| Classement général \| Classement général \| Classement général \| Classement général \| Classement général \| \| Coureur \| Coureur \| Pays \| Équipe \| Temps \| \| ------------------ \| ------------------ \| ------------------ \| ------------------ \| ------------------ \| |         |      |        |       |
| |         |      |        |       |
| |         |      |        |       |
| Classement général |         |      |        |       |
| Coureur | Coureur | Pays | Équipe | Temps |

### 5eétape
| \| Classement de l'étape \| Classement de l'étape \| Classement de l'étape \| Classement de l'étape \| Classement de l'étape \| \| Coureur \| Coureur \| Pays \| Équipe \| Temps \| \| --------------------- \| --------------------- \| --------------------- \| --------------------- \| --------------------- \| |         |      |        |       |
| |         |      |        |       |
| |         |      |        |       |
| Classement de l'étape |         |      |        |       |
| Coureur | Coureur | Pays | Équipe | Temps |

## Classements finals

### Classement général final
| \| Classement général \| Classement général \| Classement général \| Classement général \| Classement général \| \| Coureur \| Coureur \| Pays \| Équipe \| Temps \| \| ------------------ \| ------------------ \| ------------------ \| ------------------ \| ------------------ \| |         |      |        |       |
| |         |      |        |       |
| |         |      |        |       |
| Classement général |         |      |        |       |
| Coureur | Coureur | Pays | Équipe | Temps |

### Classements annexes

#### Classement par points
| Classement par points | Classement par points | Classement par points | Classement par points | Classement par points |
| Coureur               | Coureur               | Pays                  | Équipe                | Points                |
| --------------------- | --------------------- | --------------------- | --------------------- | --------------------- |

#### Classement de la montagne
| Classement de la montagne | Classement de la montagne | Classement de la montagne | Classement de la montagne | Classement de la montagne |
| Coureur                   | Coureur                   | Pays                      | Équipe                    | Points                    |
| ------------------------- | ------------------------- | ------------------------- | ------------------------- | ------------------------- |

#### Classement du meilleur jeune
| Classement du meilleur jeune | Classement du meilleur jeune | Classement du meilleur jeune | Classement du meilleur jeune | Classement du meilleur jeune |
| Coureur                      | Coureur                      | Pays                         | Équipe                       | Temps                        |
| ---------------------------- | ---------------------------- | ---------------------------- | ---------------------------- | ---------------------------- |

#### Classement par équipes
| Classement par équipes | Classement par équipes | Classement par équipes | Classement par équipes |
| Équipe                 | Équipe                 | Pays                   | Temps                  |
| ---------------------- | ---------------------- | ---------------------- | ---------------------- |

## Evolution des classements
| Étape              | Vainqueur          | Classement général | Classement de la montagne | Classement par points | Classement du meilleur jeune | Classement par équipe |
| ------------------ | ------------------ | ------------------ | ------------------------- | --------------------- | ---------------------------- | --------------------- |
| 1                  | Axel Zingle        | Axel Zingle        | Danny van der Tuuk        | Axel Zingle           | Per Strand Hagenes           | Lotto                 |
| 2                  | Lewis Askey        | Axel Zingle        | Kenny Molly               | Axel Zingle           | Lewis Askey                  | Lotto                 |
| 3                  | Pierre Gautherat   | Axel Zingle        | Kenny Molly               | Axel Zingle           | Pierre Gautherat             | Lotto                 |
| 4                  | Samuel Watson      | Samuel Watson      | Paul Hennequin            | Lewis Askey           | Samuel Watson                | Cofidis               |
| 5                  | Jake Stewart       | Samuel Watson      | Paul Hennequin            | Tobias Lund Andresen  | Samuel Watson                | Cofidis               |
| Classements finals | Classements finals | Samuel Watson      | Paul Hennequin            | Tobias Lund Andresen  | Samuel Watson                | Cofidis               |

## Liste des participants
| Légende                             | Légende                                                                                                  | Légende                                | Légende                                                                                         |
| ----------------------------------- | --- | -------------------------------------- | ----------------------------------------------------------------------------------------------- |
| Num                                 | Dossard de départ porté par le coureur sur ce Quatre Jours de Dunkerque                                  | Pos                                    | Position finale au classement général                                                           |
| Leader du classement général        | Indique le vainqueur du classement général                                                               | Leader du classement par points        | Indique le vainqueur du classement par points                                                   |
| Leader du classement de la montagne | Indique le vainqueur du classement de la montagne                                                        | Leader du classement du meilleur jeune | Indique le vainqueur du classement du meilleur jeune                                            |
|                                     | Indique un maillot de champion national ou mondial, suivi de sa spécialité                               | #                                      | Indique la meilleure équipe                                                                     |
| NP                                  | Indique un coureur qui n'a pas pris le départ d'une étape, suivi du numéro de l'étape où il s'est retiré | AB                                     | Indique un coureur qui n'a pas terminé une étape, suivi du numéro de l'étape où il s'est retiré |
| HD                                  | Indique un coureur qui a terminé une étape hors des délais, suivi du numéro de l'étape                   | DSQ                                    | Indique un coureur qui a été disqualifié de la course, suivi du numéro de l'étape               |
| *                                   | Indique un coureur en lice pour le classement du meilleur jeune (coureurs nés après le 1er janvier 1998) |                                        |                                                                                                 |

| Decathlon-AG2R La Mondiale DAT | Decathlon-AG2R La Mondiale DAT | Decathlon-AG2R La Mondiale DAT |
| ------------------------------ | ------------------------------ | ------------------------------ |
| Num                            | Coureur                        | Pos                            |
| 1                              | Pierre Gautherat (FRA)         |                                |
| 2                              | Sander De Pestel (BEL)         |                                |
| 3                              | Oscar Chamberlain (AUS)        |                                |
| 4                              | Kasper Haugland (NOR)          |                                |
| 5                              | Rasmus Søjberg (DEN) (route)   |                                |
| 6                              | Nans Peters (FRA)              |                                |
| 7                              | Gianluca Pollefliet (BEL)      |                                |

| Arkéa-B&B Hotels ARK | Arkéa-B&B Hotels ARK     | Arkéa-B&B Hotels ARK |
| -------------------- | ------------------------ | -------------------- |
| Num                  | Coureur                  | Pos                  |
| 11                   | Arnaud Démare (FRA)      |                      |
| 12                   | Élie Gesbert (FRA)       |                      |
| 13                   | Baptiste Gillet (FRA)    |                      |
| 14                   | Raúl García Pierna (ESP) |                      |
| 15                   | Miles Scotson (AUS)      |                      |
| 16                   | Léandre Lozouet (FRA)    |                      |
| 17                   | Florian Sénéchal (FRA)   |                      |

| XDS Astana Team XAT | XDS Astana Team XAT           | XDS Astana Team XAT |
| ------------------- | ----------------------------- | ------------------- |
| Num                 | Coureur                       | Pos                 |
| 21                  | Cees Bol (NED)                |                     |
| 22                  | Alberto Bettiol (ITA) (route) |                     |
| 24                  | Aaron Gate (NZL)              |                     |
| 25                  | Ivan Smirnov (RUS)            |                     |
| 26                  | Alessandro Romele (ITA)       |                     |
| 27                  | Mike Teunissen (NED)          |                     |

| Cofidis COF | Cofidis COF           | Cofidis COF |
| ----------- | --------------------- | ----------- |
| Num         | Coureur               | Pos         |
| 31          | Bryan Coquard (FRA)   |             |
| 32          | Aimé De Gendt (BEL)   |             |
| 33          | Sam Maisonobe (FRA)   |             |
| 34          | Alexis Renard (FRA)   |             |
| 35          | Ludovic Robeet (BEL)  |             |
| 36          | Damien Touzé (FRA)    |             |
| 37          | Benjamin Thomas (FRA) |             |

| Groupama-FDJ GFC | Groupama-FDJ GFC       | Groupama-FDJ GFC |
| ---------------- | ---------------------- | ---------------- |
| Num              | Coureur                | Pos              |
| 41               | Lewis Askey (GBR)      |                  |
| 42               | Cyril Barthe (FRA)     |                  |
| 43               | Thibaud Gruel (FRA)    |                  |
| 44               | Johan Jacobs (SUI)     |                  |
| 45               | Olivier Le Gac (FRA)   |                  |
| 46               | Eddy Le Huitouze (FRA) |                  |
| 47               | Matthew Walls (GBR)    |                  |

| Team Picnic-PostNL TPP | Team Picnic-PostNL TPP     | Team Picnic-PostNL TPP |
| ---------------------- | -------------------------- | ---------------------- |
| Num                    | Coureur                    | Pos                    |
| 51                     | Tobias Lund Andresen (DEN) |                        |
| 52                     | Patrick Eddy (AUS)         |                        |
| 53                     | Robbe Dhondt (BEL)         |                        |
| 54                     | Nils Eekhoff (NED)         |                        |
| 55                     | Enzo Leijnse (NED)         |                        |
| 56                     | Timo Roosen (NED)          |                        |
| 57                     | Ryan Gal (NED)             |                        |

| Ineos Grenadiers IGD | Ineos Grenadiers IGD               | Ineos Grenadiers IGD |
| -------------------- | ---------------------------------- | -------------------- |
| Num                  | Coureur                            | Pos                  |
| 61                   | Omar Fraile (ESP)                  |                      |
| 62                   | Victor Langellotti (MON)           |                      |
| 63                   | Bob Jungels (LUX)                  |                      |
| 64                   | Samuel Watson (GBR)                |                      |
| 65                   | Connor Swift (GBR)                 |                      |
| 66                   | Ben Swift (GBR)                    |                      |
| 67                   | Óscar Rodríguez Garaicoechea (ESP) |                      |

| Soudal Quick-Step SOQ | Soudal Quick-Step SOQ         | Soudal Quick-Step SOQ |
| --------------------- | ----------------------------- | --------------------- |
| Num                   | Coureur                       | Pos                   |
| 71                    | Gil Gelders (BEL)             |                       |
| 72                    | Antoine Huby (FRA)            |                       |
| 73                    | Yves Lampaert (BEL)           |                       |
| 74                    | Casper Pedersen (DEN)         |                       |
| 75                    | Andrea Raccagni Noviero (ITA) |                       |
| 76                    | Jonathan Vervenne (BEL)       |                       |
| 77                    | Jordi Warlop (BEL)            |                       |

| Movistar Team MOV | Movistar Team MOV       | Movistar Team MOV |
| ----------------- | ----------------------- | ----------------- |
| Num               | Coureur                 | Pos               |
| 81                | Carlos Canal (ESP)      |                   |
| 82                | Davide Cimolai (ITA)    |                   |
| 83                | Fernando Gaviria (COL)  |                   |
| 84                | Ruben Guerreiro (POR)   |                   |
| 85                | Mathias Norsgaard (DEN) |                   |
| 86                | Manlio Moro (ITA)       |                   |
| 87                | Gonzalo Serrano (ESP)   |                   |

| Team Visma \| Lease a Bike TVL | Team Visma \| Lease a Bike TVL | Team Visma \| Lease a Bike TVL |
| ------------------------------ | ------------------------------ | ------------------------------ |
| Num                            | Coureur                        | Pos                            |
| 91                             | Axel Zingle (FRA)              |                                |
| 92                             | Loe van Belle (NED)            |                                |
| 93                             | Per Strand Hagenes (NOR)       |                                |
| 94                             | Menno Huising (NED)            |                                |
| 95                             | Julien Vermote (BEL)           | NP-1                           |
| 96                             | Daniel McLay (GBR)             |                                |
| 97                             | Tosh Van der Sande (BEL)       |                                |

| Caja Rural-Seguros RGA CJR | Caja Rural-Seguros RGA CJR | Caja Rural-Seguros RGA CJR |
| -------------------------- | -------------------------- | -------------------------- |
| Num                        | Coureur                    | Pos                        |
| 101                        | Alex Molenaar (NED)        |                            |
| 102                        | Francisco Peñuela (VEN)    |                            |
| 103                        | Javier Ibáñez (ESP)        |                            |
| 104                        | Joseba López (ESP)         |                            |
| 105                        | Calum Johnston (GBR)       |                            |
| 106                        | Álex Díaz (ESP)            |                            |
| 107                        | Gorka Sorarrain (ESP)      |                            |

| Unibet Tietema Rockets RKT | Unibet Tietema Rockets RKT | Unibet Tietema Rockets RKT |
| -------------------------- | -------------------------- | -------------------------- |
| Num                        | Coureur                    | Pos                        |
| 111                        | Abram Stockman (BEL)       |                            |
| 112                        | Axel Huens (FRA)           |                            |
| 113                        | Joren Bloem (NED)          |                            |
| 114                        | Martijn Budding (NED)      |                            |
| 115                        | Tomáš Kopecký (CZE)        |                            |
| 116                        | Wessel Mouris (NED)        |                            |
| 117                        | Sebastian Nielsen (DEN)    |                            |

| Team TotalEnergies TEN | Team TotalEnergies TEN   | Team TotalEnergies TEN |
| ---------------------- | ------------------------ | ---------------------- |
| Num                    | Coureur                  | Pos                    |
| 121                    | Thomas Gachignard (FRA)  |                        |
| 122                    | Alexandre Delettre (FRA) |                        |
| 123                    | Rayan Boulahoite (FRA)   |                        |
| 124                    | Samuel Leroux (FRA)      |                        |
| 125                    | Jason Tesson (FRA)       |                        |
| 126                    | Geoffrey Soupe (FRA)     |                        |
| 127                    | Florian Dauphin (FRA)    |                        |

| Tudor Pro Cycling Team TUD | Tudor Pro Cycling Team TUD | Tudor Pro Cycling Team TUD |
| -------------------------- | -------------------------- | -------------------------- |
| Num                        | Coureur                    | Pos                        |
| 131                        | Alberto Dainese (ITA)      |                            |
| 132                        | Lucas Eriksson (SWE)       |                            |
| 133                        | Robin Froidevaux (SUI)     |                            |
| 134                        | Miká Heming (GER)          |                            |
| 135                        | Petr Kelemen (CZE)         |                            |
| 136                        | Fabian Lienhard (SUI)      |                            |
| 137                        | Juan David Sierra (ITA)    |                            |

| Uno-X Mobility UXM | Uno-X Mobility UXM           | Uno-X Mobility UXM |
| ------------------ | ---------------------------- | ------------------ |
| Num                | Coureur                      | Pos                |
| 141                | Erlend Blikra (NOR)          |                    |
| 142                | Stian Fredheim (NOR)         |                    |
| 143                | Martin Bugge Urianstad (NOR) |                    |
| 144                | Carl-Frederik Bévort (DEN)   |                    |
| 145                | Erik Nordsæter Resell (NOR)  |                    |
| 146                | William Blume Levy (DEN)     |                    |
| 147                | Sakarias Koller Løland (NOR) |                    |

| Lotto LOT | Lotto LOT                   | Lotto LOT |
| --------- | --------------------------- | --------- |
| Num       | Coureur                     | Pos       |
| 151       | Jenno Berckmoes (BEL)       |           |
| 152       | Cédric Beullens (BEL)       |           |
| 153       | Alec Segaert (BEL)          |           |
| 154       | Lionel Taminiaux (BEL)      |           |
| 155       | Lorenz Van de Wynkele (BEL) |           |
| 156       | Elia Viviani (ITA)          |           |
| 157       | Matys Grisel (FRA)          |           |

| Israel-Premier Tech IPT | Israel-Premier Tech IPT   | Israel-Premier Tech IPT |
| ----------------------- | ------------------------- | ----------------------- |
| Num                     | Coureur                   | Pos                     |
| 161                     | Pascal Ackermann (GER)    |                         |
| 162                     | Guillaume Boivin (CAN)    |                         |
| 163                     | Pier-André Côté (CAN)     |                         |
| 164                     | Matîs Louvel (FRA)        |                         |
| 165                     | Michael Schwarzmann (GER) |                         |
| 166                     | Riley Sheehan (USA)       |                         |
| 167                     | Jake Stewart (GBR)        |                         |

| Wagner Bazin WB WB2 | Wagner Bazin WB WB2                | Wagner Bazin WB WB2 |
| ------------------- | ---------------------------------- | ------------------- |
| Num                 | Coureur                            | Pos                 |
| 171                 | Pierre Barbier (FRA)               |                     |
| 172                 | Luca De Meester (BEL)              |                     |
| 173                 | Cériel Desal (BEL)                 |                     |
| 174                 | Victor Papon (FRA)                 |                     |
| 175                 | Henri-François Renard-Haquin (FRA) |                     |
| 176                 | Leander Van Hautegem (BEL)         |                     |
| 177                 | Tom Portsmouth (GBR)               |                     |

| Euskaltel-Euskadi EUS | Euskaltel-Euskadi EUS    | Euskaltel-Euskadi EUS |
| --------------------- | ------------------------ | --------------------- |
| Num                   | Coureur                  | Pos                   |
| 181                   | Jon Aberasturi (ESP)     |                       |
| 182                   | Paul Hennequin (FRA)     |                       |
| 183                   | Danny van der Tuuk (POL) |                       |
| 184                   | Jordi López (ESP)        |                       |
| 185                   | Xabier Berasategi (ESP)  |                       |
| 186                   | Nicolás Alustiza (ESP)   |                       |
| 187                   | Ander Ganzabal (ESP)     |                       |

| Van Rysel-Roubaix VRR | Van Rysel-Roubaix VRR     | Van Rysel-Roubaix VRR |
| --------------------- | ------------------------- | --------------------- |
| Num                   | Coureur                   | Pos                   |
| 191                   | Baptiste Planckaert (BEL) |                       |
| 192                   | Rait Ärm (EST)            |                       |
| 193                   | Maximilien Juillard (FRA) |                       |
| 194                   | Kenny Molly (BEL)         |                       |
| 195                   | Emmanuel Morin (FRA)      |                       |
| 196                   | Killian Théot (FRA)       |                       |
| 197                   | Maxime Jarnet (FRA)       |                       |

| CIC U Nantes UCN | CIC U Nantes UCN        | CIC U Nantes UCN |
| ---------------- | ----------------------- | ---------------- |
| Num              | Coureur                 | Pos              |
| 201              | Ronan Augé (FRA)        |                  |
| 202              | Joris Chaussinand (FRA) |                  |
| 203              | Corentin Devroute (FRA) |                  |
| 204              | Justin Ducret (FRA)     |                  |
| 205              | Antoine Hue (FRA)       |                  |
| 206              | Matisse Julien (CAN)    |                  |
| 207              | Lenaïc Langella (FRA)   |                  |

| Nice Métropole Côte d'Azur NMC | Nice Métropole Côte d'Azur NMC | Nice Métropole Côte d'Azur NMC |
| ------------------------------ | ------------------------------ | ------------------------------ |
| Num                            | Coureur                        | Pos                            |
| 211                            | Jaakko Hänninen (FIN) (route)  |                                |
| 212                            | Andrei Carbunarea (ROU)        |                                |
| 213                            | Axel Narbonne-Zuccarelli (FRA) |                                |
| 214                            | Carter Guichard (AUS)          |                                |
| 215                            | Alexander Konijn (NED)         |                                |
| 217                            | Noah Knecht (FRA)              |                                |

| St. Michel-Preference Home-Auber 93 AUB | St. Michel-Preference Home-Auber 93 AUB | St. Michel-Preference Home-Auber 93 AUB |
| --------------------------------------- | --------------------------------------- | --------------------------------------- |
| Num                                     | Coureur                                 | Pos                                     |
| 221                                     | Romain Cardis (FRA)                     |                                         |
| 222                                     | Dillon Corkery (IRL)                    | AB-1                                    |
| 223                                     | Nicolas Breuillard (FRA)                |                                         |
| 224                                     | Jérémy Lecroq (FRA)                     |                                         |
| 225                                     | Alan Riou (FRA)                         |                                         |
| 226                                     | Yohann Simon (FRA)                      |                                         |
| 227                                     | Lucas Bénéteau (FRA)                    |                                         |

| Decathlon-AG2R La Mondiale DAT | Decathlon-AG2R La Mondiale DAT | Decathlon-AG2R La Mondiale DAT |
| ------------------------------ | ------------------------------ | ------------------------------ |
| Num                            | Coureur                        | Pos                            |
| 1                              | Pierre Gautherat (FRA)         |                                |
| 2                              | Sander De Pestel (BEL)         |                                |
| 3                              | Oscar Chamberlain (AUS)        |                                |
| 4                              | Kasper Haugland (NOR)          |                                |
| 5                              | Rasmus Søjberg (DEN) (route)   |                                |
| 6                              | Nans Peters (FRA)              |                                |
| 7                              | Gianluca Pollefliet (BEL)      |                                |

| Arkéa-B&B Hotels ARK | Arkéa-B&B Hotels ARK     | Arkéa-B&B Hotels ARK |
| -------------------- | ------------------------ | -------------------- |
| Num                  | Coureur                  | Pos                  |
| 11                   | Arnaud Démare (FRA)      |                      |
| 12                   | Élie Gesbert (FRA)       |                      |
| 13                   | Baptiste Gillet (FRA)    |                      |
| 14                   | Raúl García Pierna (ESP) |                      |
| 15                   | Miles Scotson (AUS)      |                      |
| 16                   | Léandre Lozouet (FRA)    |                      |
| 17                   | Florian Sénéchal (FRA)   |                      |

| XDS Astana Team XAT | XDS Astana Team XAT           | XDS Astana Team XAT |
| ------------------- | ----------------------------- | ------------------- |
| Num                 | Coureur                       | Pos                 |
| 21                  | Cees Bol (NED)                |                     |
| 22                  | Alberto Bettiol (ITA) (route) |                     |
| 24                  | Aaron Gate (NZL)              |                     |
| 25                  | Ivan Smirnov (RUS)            |                     |
| 26                  | Alessandro Romele (ITA)       |                     |
| 27                  | Mike Teunissen (NED)          |                     |

| Cofidis COF | Cofidis COF           | Cofidis COF |
| ----------- | --------------------- | ----------- |
| Num         | Coureur               | Pos         |
| 31          | Bryan Coquard (FRA)   |             |
| 32          | Aimé De Gendt (BEL)   |             |
| 33          | Sam Maisonobe (FRA)   |             |
| 34          | Alexis Renard (FRA)   |             |
| 35          | Ludovic Robeet (BEL)  |             |
| 36          | Damien Touzé (FRA)    |             |
| 37          | Benjamin Thomas (FRA) |             |

| Groupama-FDJ GFC | Groupama-FDJ GFC       | Groupama-FDJ GFC |
| ---------------- | ---------------------- | ---------------- |
| Num              | Coureur                | Pos              |
| 41               | Lewis Askey (GBR)      |                  |
| 42               | Cyril Barthe (FRA)     |                  |
| 43               | Thibaud Gruel (FRA)    |                  |
| 44               | Johan Jacobs (SUI)     |                  |
| 45               | Olivier Le Gac (FRA)   |                  |
| 46               | Eddy Le Huitouze (FRA) |                  |
| 47               | Matthew Walls (GBR)    |                  |

| Team Picnic-PostNL TPP | Team Picnic-PostNL TPP     | Team Picnic-PostNL TPP |
| ---------------------- | -------------------------- | ---------------------- |
| Num                    | Coureur                    | Pos                    |
| 51                     | Tobias Lund Andresen (DEN) |                        |
| 52                     | Patrick Eddy (AUS)         |                        |
| 53                     | Robbe Dhondt (BEL)         |                        |
| 54                     | Nils Eekhoff (NED)         |                        |
| 55                     | Enzo Leijnse (NED)         |                        |
| 56                     | Timo Roosen (NED)          |                        |
| 57                     | Ryan Gal (NED)             |                        |

| Ineos Grenadiers IGD | Ineos Grenadiers IGD               | Ineos Grenadiers IGD |
| -------------------- | ---------------------------------- | -------------------- |
| Num                  | Coureur                            | Pos                  |
| 61                   | Omar Fraile (ESP)                  |                      |
| 62                   | Victor Langellotti (MON)           |                      |
| 63                   | Bob Jungels (LUX)                  |                      |
| 64                   | Samuel Watson (GBR)                |                      |
| 65                   | Connor Swift (GBR)                 |                      |
| 66                   | Ben Swift (GBR)                    |                      |
| 67                   | Óscar Rodríguez Garaicoechea (ESP) |                      |

| Soudal Quick-Step SOQ | Soudal Quick-Step SOQ         | Soudal Quick-Step SOQ |
| --------------------- | ----------------------------- | --------------------- |
| Num                   | Coureur                       | Pos                   |
| 71                    | Gil Gelders (BEL)             |                       |
| 72                    | Antoine Huby (FRA)            |                       |
| 73                    | Yves Lampaert (BEL)           |                       |
| 74                    | Casper Pedersen (DEN)         |                       |
| 75                    | Andrea Raccagni Noviero (ITA) |                       |
| 76                    | Jonathan Vervenne (BEL)       |                       |
| 77                    | Jordi Warlop (BEL)            |                       |

| Movistar Team MOV | Movistar Team MOV       | Movistar Team MOV |
| ----------------- | ----------------------- | ----------------- |
| Num               | Coureur                 | Pos               |
| 81                | Carlos Canal (ESP)      |                   |
| 82                | Davide Cimolai (ITA)    |                   |
| 83                | Fernando Gaviria (COL)  |                   |
| 84                | Ruben Guerreiro (POR)   |                   |
| 85                | Mathias Norsgaard (DEN) |                   |
| 86                | Manlio Moro (ITA)       |                   |
| 87                | Gonzalo Serrano (ESP)   |                   |

| Team Visma \| Lease a Bike TVL | Team Visma \| Lease a Bike TVL | Team Visma \| Lease a Bike TVL |
| ------------------------------ | ------------------------------ | ------------------------------ |
| Num                            | Coureur                        | Pos                            |
| 91                             | Axel Zingle (FRA)              |                                |
| 92                             | Loe van Belle (NED)            |                                |
| 93                             | Per Strand Hagenes (NOR)       |                                |
| 94                             | Menno Huising (NED)            |                                |
| 95                             | Julien Vermote (BEL)           | NP-1                           |
| 96                             | Daniel McLay (GBR)             |                                |
| 97                             | Tosh Van der Sande (BEL)       |                                |

| Caja Rural-Seguros RGA CJR | Caja Rural-Seguros RGA CJR | Caja Rural-Seguros RGA CJR |
| -------------------------- | -------------------------- | -------------------------- |
| Num                        | Coureur                    | Pos                        |
| 101                        | Alex Molenaar (NED)        |                            |
| 102                        | Francisco Peñuela (VEN)    |                            |
| 103                        | Javier Ibáñez (ESP)        |                            |
| 104                        | Joseba López (ESP)         |                            |
| 105                        | Calum Johnston (GBR)       |                            |
| 106                        | Álex Díaz (ESP)            |                            |
| 107                        | Gorka Sorarrain (ESP)      |                            |

| Unibet Tietema Rockets RKT | Unibet Tietema Rockets RKT | Unibet Tietema Rockets RKT |
| -------------------------- | -------------------------- | -------------------------- |
| Num                        | Coureur                    | Pos                        |
| 111                        | Abram Stockman (BEL)       |                            |
| 112                        | Axel Huens (FRA)           |                            |
| 113                        | Joren Bloem (NED)          |                            |
| 114                        | Martijn Budding (NED)      |                            |
| 115                        | Tomáš Kopecký (CZE)        |                            |
| 116                        | Wessel Mouris (NED)        |                            |
| 117                        | Sebastian Nielsen (DEN)    |                            |

| Team TotalEnergies TEN | Team TotalEnergies TEN   | Team TotalEnergies TEN |
| ---------------------- | ------------------------ | ---------------------- |
| Num                    | Coureur                  | Pos                    |
| 121                    | Thomas Gachignard (FRA)  |                        |
| 122                    | Alexandre Delettre (FRA) |                        |
| 123                    | Rayan Boulahoite (FRA)   |                        |
| 124                    | Samuel Leroux (FRA)      |                        |
| 125                    | Jason Tesson (FRA)       |                        |
| 126                    | Geoffrey Soupe (FRA)     |                        |
| 127                    | Florian Dauphin (FRA)    |                        |

| Tudor Pro Cycling Team TUD | Tudor Pro Cycling Team TUD | Tudor Pro Cycling Team TUD |
| -------------------------- | -------------------------- | -------------------------- |
| Num                        | Coureur                    | Pos                        |
| 131                        | Alberto Dainese (ITA)      |                            |
| 132                        | Lucas Eriksson (SWE)       |                            |
| 133                        | Robin Froidevaux (SUI)     |                            |
| 134                        | Miká Heming (GER)          |                            |
| 135                        | Petr Kelemen (CZE)         |                            |
| 136                        | Fabian Lienhard (SUI)      |                            |
| 137                        | Juan David Sierra (ITA)    |                            |

| Uno-X Mobility UXM | Uno-X Mobility UXM           | Uno-X Mobility UXM |
| ------------------ | ---------------------------- | ------------------ |
| Num                | Coureur                      | Pos                |
| 141                | Erlend Blikra (NOR)          |                    |
| 142                | Stian Fredheim (NOR)         |                    |
| 143                | Martin Bugge Urianstad (NOR) |                    |
| 144                | Carl-Frederik Bévort (DEN)   |                    |
| 145                | Erik Nordsæter Resell (NOR)  |                    |
| 146                | William Blume Levy (DEN)     |                    |
| 147                | Sakarias Koller Løland (NOR) |                    |

| Lotto LOT | Lotto LOT                   | Lotto LOT |
| --------- | --------------------------- | --------- |
| Num       | Coureur                     | Pos       |
| 151       | Jenno Berckmoes (BEL)       |           |
| 152       | Cédric Beullens (BEL)       |           |
| 153       | Alec Segaert (BEL)          |           |
| 154       | Lionel Taminiaux (BEL)      |           |
| 155       | Lorenz Van de Wynkele (BEL) |           |
| 156       | Elia Viviani (ITA)          |           |
| 157       | Matys Grisel (FRA)          |           |

| Israel-Premier Tech IPT | Israel-Premier Tech IPT   | Israel-Premier Tech IPT |
| ----------------------- | ------------------------- | ----------------------- |
| Num                     | Coureur                   | Pos                     |
| 161                     | Pascal Ackermann (GER)    |                         |
| 162                     | Guillaume Boivin (CAN)    |                         |
| 163                     | Pier-André Côté (CAN)     |                         |
| 164                     | Matîs Louvel (FRA)        |                         |
| 165                     | Michael Schwarzmann (GER) |                         |
| 166                     | Riley Sheehan (USA)       |                         |
| 167                     | Jake Stewart (GBR)        |                         |

| Wagner Bazin WB WB2 | Wagner Bazin WB WB2                | Wagner Bazin WB WB2 |
| ------------------- | ---------------------------------- | ------------------- |
| Num                 | Coureur                            | Pos                 |
| 171                 | Pierre Barbier (FRA)               |                     |
| 172                 | Luca De Meester (BEL)              |                     |
| 173                 | Cériel Desal (BEL)                 |                     |
| 174                 | Victor Papon (FRA)                 |                     |
| 175                 | Henri-François Renard-Haquin (FRA) |                     |
| 176                 | Leander Van Hautegem (BEL)         |                     |
| 177                 | Tom Portsmouth (GBR)               |                     |

| Euskaltel-Euskadi EUS | Euskaltel-Euskadi EUS    | Euskaltel-Euskadi EUS |
| --------------------- | ------------------------ | --------------------- |
| Num                   | Coureur                  | Pos                   |
| 181                   | Jon Aberasturi (ESP)     |                       |
| 182                   | Paul Hennequin (FRA)     |                       |
| 183                   | Danny van der Tuuk (POL) |                       |
| 184                   | Jordi López (ESP)        |                       |
| 185                   | Xabier Berasategi (ESP)  |                       |
| 186                   | Nicolás Alustiza (ESP)   |                       |
| 187                   | Ander Ganzabal (ESP)     |                       |

| Van Rysel-Roubaix VRR | Van Rysel-Roubaix VRR     | Van Rysel-Roubaix VRR |
| --------------------- | ------------------------- | --------------------- |
| Num                   | Coureur                   | Pos                   |
| 191                   | Baptiste Planckaert (BEL) |                       |
| 192                   | Rait Ärm (EST)            |                       |
| 193                   | Maximilien Juillard (FRA) |                       |
| 194                   | Kenny Molly (BEL)         |                       |
| 195                   | Emmanuel Morin (FRA)      |                       |
| 196                   | Killian Théot (FRA)       |                       |
| 197                   | Maxime Jarnet (FRA)       |                       |

| CIC U Nantes UCN | CIC U Nantes UCN        | CIC U Nantes UCN |
| ---------------- | ----------------------- | ---------------- |
| Num              | Coureur                 | Pos              |
| 201              | Ronan Augé (FRA)        |                  |
| 202              | Joris Chaussinand (FRA) |                  |
| 203              | Corentin Devroute (FRA) |                  |
| 204              | Justin Ducret (FRA)     |                  |
| 205              | Antoine Hue (FRA)       |                  |
| 206              | Matisse Julien (CAN)    |                  |
| 207              | Lenaïc Langella (FRA)   |                  |

| Nice Métropole Côte d'Azur NMC | Nice Métropole Côte d'Azur NMC | Nice Métropole Côte d'Azur NMC |
| ------------------------------ | ------------------------------ | ------------------------------ |
| Num                            | Coureur                        | Pos                            |
| 211                            | Jaakko Hänninen (FIN) (route)  |                                |
| 212                            | Andrei Carbunarea (ROU)        |                                |
| 213                            | Axel Narbonne-Zuccarelli (FRA) |                                |
| 214                            | Carter Guichard (AUS)          |                                |
| 215                            | Alexander Konijn (NED)         |                                |
| 217                            | Noah Knecht (FRA)              |                                |

| St. Michel-Preference Home-Auber 93 AUB | St. Michel-Preference Home-Auber 93 AUB | St. Michel-Preference Home-Auber 93 AUB |
| --------------------------------------- | --------------------------------------- | --------------------------------------- |
| Num                                     | Coureur                                 | Pos                                     |
| 221                                     | Romain Cardis (FRA)                     |                                         |
| 222                                     | Dillon Corkery (IRL)                    | AB-1                                    |
| 223                                     | Nicolas Breuillard (FRA)                |                                         |
| 224                                     | Jérémy Lecroq (FRA)                     |                                         |
| 225                                     | Alan Riou (FRA)                         |                                         |
| 226                                     | Yohann Simon (FRA)                      |                                         |
| 227                                     | Lucas Bénéteau (FRA)                    |                                         |